# Пірванче
Пірва́нче — село в Україні, у Луцькому районі Волинської області. Входить до складу Горохівської міської громади. Населення становить 593 осіб.

## Географія
Селом пролягає автошлях Т 0302.

## Історія
12 червня 2020 року, відповідно до розпорядження Кабінету Міністрів України № 708-р «Про визначення адміністративних центрів та затвердження територій територіальних громад Волинської області», село увійшло в склад Горохівської міської громади.
19 липня 2020 року, в результаті адміністративно-територіальної реформи та ліквідації Горохівського району, село увійшло до складу новоутвореного Луцького району.

## Населення
Голова села Назар Бойчук Згідно з переписом УРСР 1989 року чисельність наявного населення села становила 716 осіб, з яких 325 чоловіків та 391 жінка.
За переписом населення України 2001 року в селі мешкали 662 особи.

### Мова
Розподіл населення за рідною мовою за даними перепису 2001 року:
| Мова       | Відсоток |
| ---------- | -------- |
| українська | 99,40 %  |
| російська  | 0,45 %   |
| білоруська | 0,15 %   |

### Релігія
У 2019 році релігійна громада села вийшла з підпорядкування УПЦ Московського патріархату й офіційно увійшла до ПЦУ.